# Trás-os-Montes e Alto Douro

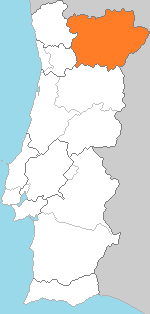
Die historische Província de Trás-os-Montes e Alto Douro

Trás-os-Montes e Alto Douro (dt. etwa: „Hinter den Bergen und Oberer Douro“) war von 1936 bis 1976 eine der elf Provinzen Portugals. Sie existieren heute nur noch in der Umgangssprache, oder in  historisch begründeten Begriffen.
Vila Real war die Hauptstadt der Provinz, die die heutigen Distrikte von Vila Real und Bragança umfasste, dazu noch vier Kreise (Concelhos) des heutigen Distriktes Viseu (Armamar, Lamego, São João da Pesqueira und Tabuaço), und ein Kreis des Distriktes Guarda (Vila Nova de Foz Côa). Seine Nachbarprovinzen waren Minho (westlich), Douro Litoral (südwestlich), und Beira Alta (südlich), und die spanischen Provinzen Ourense (nördlich), Zamora (östlich) und Salamanca (südöstlich).
Die Provinz war zum einen durch die Subregion Alto Douro (Oberer Douro), mit seinen ausgedehnten Weinanbaugebieten am Douro gekennzeichnet, zum anderen durch das archaische, dünnbesiedelte und abgeschiedene Hochland Trás-os-Montes (Hinter-den-Bergen), das zu den Ausläufern der Kastilischen Hochebene gehört.